# Natação no Campeonato Mundial de Esportes Aquáticos de 2013 - 200 m peito masculino
A prova dos 200 metros peito masculino da natação no Campeonato Mundial de Esportes Aquáticos de 2013 ocorreu entre os dias 1 de agosto e 2 de agosto no Palau Sant Jordi  em Barcelona

## Recordes
Antes desta competição, os recordes mundiais e do campeonato nesta prova eram os seguintes:
| Tipo                  | Atleta             | Tempo   | Local | Data                   |
| --------------------- | ------------------ | ------- | ----- | ---------------------- |
|                       | Akihiro Yamaguchi  | 2:07.01 | Gifu  | 15 de setembro de 2012 |
| Recorde do campeonato | Christian Sprenger | 2:07.31 | Roma  | 30 de julho de 2009    |

Os seguintes novos recordes foram estabelecidos durante esta competição. 
| Data        | Prova | Nadadora      | Nacionalidade | Tempo   | Recordes              |
| ----------- | ----- | ------------- | ------------- | ------- | --------------------- |
| 2 de agosto | Final | Dániel Gyurta | Hungria       | 2:07.23 | Recorde do campeonato |

## Medalhistas
| Ouro                | Prata            | Bronze               |
| Dániel Gyurta (HUN) | Marco Koch (GER) | Matti Mattsson (FIN) |

## Resultados

### Eliminatórias
Esses foram os resultados das eliminatórias.
| Pos. | Bateria | Raia | Nadador              | Nacionalidade  | Tempo   | Notas |
| ---- | ------- | ---- | -------------------- | -------------- | ------- | ----- |
| 1    | 5       | 2    | Marco Koch           | Alemanha       | 2:09.39 | Q     |
| 2    | 3       | 5    | Andrew Willis        | Reino Unido    | 2:09.91 | Q     |
| 3    | 5       | 4    | Dániel Gyurta        | Hungria        | 2:09.94 | Q     |
| 4    | 3       | 7    | Matti Mattsson       | Finlândia      | 2:10.16 | Q,    |
| 5    | 3       | 4    | Akihiro Yamaguchi    | Japão          | 2:10.17 | Q     |
| 6    | 5       | 5    | Ryo Tateishi         | Japão          | 2:10.41 | Q     |
| 7    | 3       | 3    | Giedrius Titenis     | Lituânia       | 2:10.70 | Q     |
| 8    | 5       | 3    | Vyacheslav Sinkevich | Rússia         | 2:10.82 | Q     |
| 9    | 3       | 6    | Laurent Carnol       | Luxemburgo     | 2:10.94 | Q     |
| 10   | 4       | 8    | Tomáš Klobučník      | Eslováquia     | 2:11.00 | Q,    |
| 11   | 4       | 5    | Kevin Cordes         | Estados Unidos | 2:11.40 | Q     |
| 12   | 3       | 2    | Marat Amaltdinov     | Rússia         | 2:11.41 | Q     |
| 13   | 4       | 3    | Christian vom Lehn   | Alemanha       | 2:11.45 | Q     |
| 14   | 4       | 4    | Michael Jamieson     | Reino Unido    | 2:11.47 | Q     |
| 15   | 5       | 6    | B.J. Johnson         | Estados Unidos | 2:11.64 | Q     |
| 16   | 5       | 7    | Panagiotis Samilidis | Grécia         | 2:11.71 | Q     |
| 17   | 4       | 2    | Mao Feilian          | China          | 2:11.81 |       |
| 18   | 4       | 7    | Luca Pizzini         | Itália         | 2:11.93 |       |
| 19   | 5       | 1    | Mikolaj Machnik      | Polónia        | 2:11.98 |       |
| 20   | 3       | 1    | Sławomir Kuczko      | Polónia        | 2:12.21 |       |

| Ver o restante da classificação | Ver o restante da classificação | Ver o restante da classificação | Ver o restante da classificação | Ver o restante da classificação | Ver o restante da classificação | Ver o restante da classificação |
| Pos.                            | Bateria                         | Raia                            | Nadador                         | Nacionalidade                   | Tempo                           | Notas                           |
| ------------------------------- | ------------------------------- | ------------------------------- | ------------------------------- | ------------------------------- | ------------------------------- | ------------------------------- |
| 21                              | 5                               | 8                               | Dimitrios Koulouris             | Grécia                          | 2:12.87                         |                                 |
| 22                              | 4                               | 6                               | Glenn Snyders                   | Nova Zelândia                   | 2:13.10                         |                                 |
| 23                              | 2                               | 3                               | Carlos Almeida                  | Portugal                        | 2:13.21                         | Recorde nacional                |
| 24                              | 3                               | 0                               | Ashton Baumann                  | Canadá                          | 2:13.46                         |                                 |
| 25                              | 2                               | 8                               | Dmitriy Balandin                | Cazaquistão                     | 2:13.53                         |                                 |
| 26                              | 5                               | 0                               | Jorge Murillo                   | Colômbia                        | 2:14.06                         |                                 |
| 27                              | 3                               | 8                               | Ju Jang-Hun                     | Coreia do Sul                   | 2:14.79                         |                                 |
| 28                              | 2                               | 6                               | Gal Nevo                        | Israel                          | 2:14.94                         |                                 |
| 29                              | 2                               | 1                               | Anton Sveinn McKee              | Islândia                        | 2:15.12                         |                                 |
| 30                              | 2                               | 5                               | Carlos Claverie                 | Venezuela                       | 2:15.76                         | Recorde nacional                |
| 31                              | 4                               | 1                               | Ihor Borysyk                    | Ucrânia                         | 2:15.84                         |                                 |
| 32                              | 2                               | 4                               | Sandeep Sejwal                  | Índia                           | 2:16.05                         |                                 |
| 33                              | 2                               | 2                               | Jakub Maly                      | Áustria                         | 2:16.12                         |                                 |
| 34                              | 4                               | 9                               | Pavel Kapylou                   | Bielorrússia                    | 2:16.68                         |                                 |
| 35                              | 4                               | 0                               | Christian Schurr Voight         | México                          | 2:17.62                         |                                 |
| 36                              | 2                               | 7                               | Eladio Carrion                  | Porto Rico                      | 2:17.82                         |                                 |
| 37                              | 3                               | 9                               | Irakli Bolkvadze                | Geórgia                         | 2:18.23                         |                                 |
| 38                              | 2                               | 0                               | Joshua Hall                     | Filipinas                       | 2:19.16                         |                                 |
| 39                              | 5                               | 9                               | Nuttapong Ketin                 | Tailândia                       | 2:19.71                         |                                 |
| 40                              | 2                               | 9                               | Damir Davletbaev                | Quirguistão                     | 2:25.73                         |                                 |
| 41                              | 1                               | 4                               | Eli Ebenezer Wong               | Marianas Setentrionais          | 2:23.75                         |                                 |
| 42                              | 1                               | 5                               | Alexandros Axiotis              | Zâmbia                          | 2:34.43                         |                                 |
| 43                              | 1                               | 3                               | Ashraf Hassan                   | Maldivas                        | 2:55.19                         |                                 |

### Semifinal
Esses foram os resultados das semifinais.
Semifinal 1
| Pos. | Raia | Nadador              | Nacionalidade | Tempo   | Notas |
| ---- | ---- | -------------------- | ------------- | ------- | ----- |
| 1    | 4    | Andrew Willis        | Reino Unido   | 2:09.11 | Q     |
| 2    | 6    | Vyacheslav Sinkevich | Rússia        | 2:09.47 | Q     |
| 3    | 1    | Michael Jamieson     | Reino Unido   | 2:09.62 | Q     |
| 4    | 5    | Matti Mattsson       | Finlândia     | 2:09.96 | Q,    |
| 5    | 3    | Ryo Tateishi         | Japão         | 2:10.01 | Q     |
| 6    | 8    | Panagiotis Samilidis | Grécia        | 2:11.21 |       |
| 7    | 2    | Tomáš Klobučník      | Eslováquia    | 2:11.56 |       |
| 8    | 7    | Marat Amaltdinov     | Rússia        | 2:13.06 |       |

Semifinal 2
| Pos. | Raia | Nadador            | Nacionalidade  | Tempo   | Notas |
| ---- | ---- | ------------------ | -------------- | ------- | ----- |
| 1    | 5    | Dániel Gyurta      | Hungria        | 2:08.50 | Q     |
| 2    | 4    | Marco Koch         | Alemanha       | 2:08.61 | Q     |
| 3    | 3    | Akihiro Yamaguchi  | Japão          | 2:10.00 | Q     |
| 4    | 7    | Kevin Cordes       | Estados Unidos | 2:10.03 |       |
| 5    | 1    | Christian vom Lehn | Alemanha       | 2:10.12 |       |
| 6    | 6    | Giedrius Titenis   | Lituânia       | 2:10.17 |       |
| 7    | 8    | B.J. Johnson       | Estados Unidos | 2:10.79 |       |
| 8    | 2    | Laurent Carnol     | Luxemburgo     | 2:11.73 |       |

### Final
Esse foi o resultado da final.
| Pos.              | Raia | Nadador              | Nacionalidade | Tempo   | Notas            |
| ----------------- | ---- | -------------------- | ------------- | ------- | ---------------- |
| Medalha de ouro   | 4    | Dániel Gyurta        | Hungria       | 2:07.23 | ,                |
| Medalha de prata  | 5    | Marco Koch           | Alemanha      | 2:08.54 |                  |
| Medalha de bronze | 7    | Matti Mattsson       | Finlândia     | 2:08.95 | Recorde nacional |
| 4                 | 3    | Andrew Willis        | Reino Unido   | 2:09.13 |                  |
| 5                 | 2    | Michael Jamieson     | Reino Unido   | 2:09.14 |                  |
| 6                 | 6    | Vyacheslav Sinkevich | Rússia        | 2:09.34 |                  |
| 7                 | 1    | Akihiro Yamaguchi    | Japão         | 2:09.57 |                  |
| 8                 | 8    | Ryo Tateishi         | Japão         | 2:10.28 |                  |

Legenda
| Recorde mundial       | Recorde mundial (World record)               |                       | Recorde africano                      | Recorde africano (African) |                                           | Q | Classificado por posição (Qualified) |
| Recorde do campeonato | Recorde do campeonato (Championship record)  | Recorde da América    | Recorde da América (Americas)         | q                          | Classificado por melhor tempo (Qualified) |   |                                      |
| Melhor marca do ano   | Melhor marca do ano (World leading)          | Recorde asiático      | Recorde asiático (Asian)              | DNS                        | Não largou (Did not start)                |   |                                      |
| Recorde nacional      | Recorde nacional (National record)           | Recorde europeu       | Recorde europeu (European)            | DNF                        | Não terminou (Did not finish)             |   |                                      |
| Recorde pessoal       | Recorde pessoal do atleta (Personal best)    | Recorde da Oceania    | Recorde da Oceania (Oceania)          | DSQ / DQ                   | Desclassificado (Disqualified)            |   |                                      |
| Recorde da temporada  | Recorde da temporada do atleta (Season best) | Recorde sul-americano | Recorde sul-americano (South America) | NM                         | Sem marca (No mark)                       |   |                                      |